# سيمون ويلارد
سيمون ويلارد (بالإنجليزية: Simon Willard)‏ هو عسكري أمريكي، ولد في 1605، وتوفي في 24 أبريل 1676.